# Godwin Brumowski

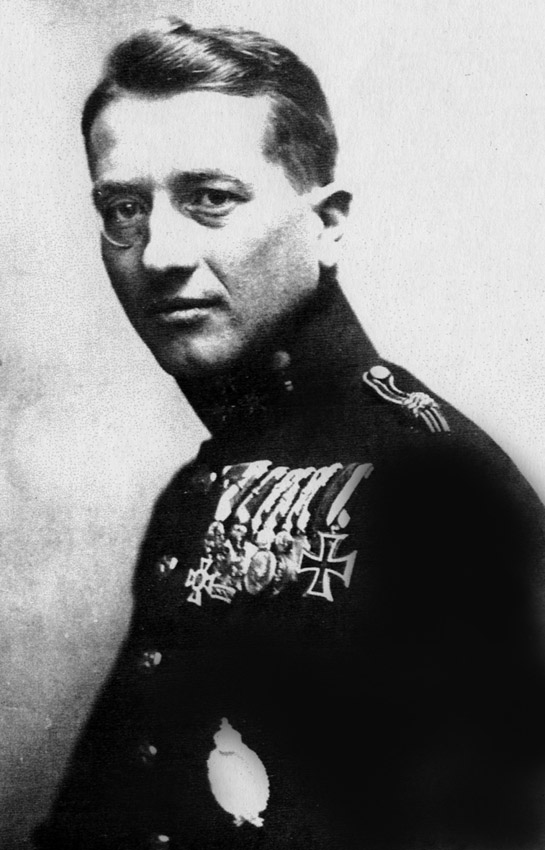
Godwin von Brumowski

Godwin von Brumowski (* 26. Juli 1889 in Wadowice, Galizien, Österreich-Ungarn; † 3. Juni 1936 am Flughafen Schiphol, Niederlande) war mit 35 bestätigten Luftsiegen der erfolgreichste Jagdflieger der k.u.k. Luftfahrtruppen im Ersten Weltkrieg. Verschiedene Quellen führen ihn auch mit 40 bestätigten Luftsiegen.

## Leben
Brumowski wurde in eine Familie mit langer Militärtradition geboren. Er machte seine militärische Ausbildung an der Technischen Militärakademie in Mödling. Nach seiner Ausmusterung am 18. August 1910 wurde er als Leutnant dem Feldartillerieregiment Nr. 29 zugewiesen. Bei Kriegsausbruch diente er als Oberleutnant in der Reitenden Artilleriedivision Nr. 6 an der Ostfront. Im Juli 1915 bewarb er sich erfolgreich um eine Versetzung zu den Luftfahrtruppen. Seine Fliegerkarriere begann er als Beobachter bei der Fliegerkompanie 1 (FliK 1) in Czernowitz unter Otto Jindra, als dessen Beobachter er auch die meiste Zeit flog. Er nahm an dem Bombenangriff der Luftfahrtruppen anlässlich des Frontbesuches von Zar Nikolaus II. und Brussilow bei Chotyn (Bessarabien) am 12. April 1916 teil. Von sieben aufgestiegenen russischen Flugzeugen, die die österreichisch-ungarischen Flugzeuge abfangen sollten, schoss Brumowski zwei ab. In der Folgezeit erhielt er Flugtraining und schloss seine Ausbildung zum Feldpiloten am 3. Juli 1916 ab. Im November 1916 wurde er zur Fliegerkompanie 12 an die italienische Front versetzt, wo er im Jänner 1917 seinen fünften bestätigten Abschuss erreichte.

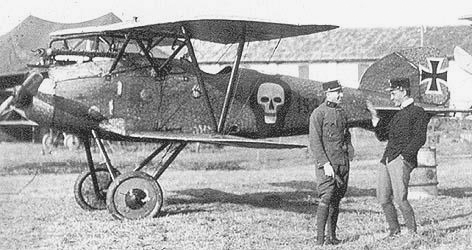
Godwin von Brumowski (links) mit Frank Linke-Crawford vor seiner Albatros (Oeffag) D.III, Flugfeld Torresella bei Portogruaro der FliK 41J, Dezember 1917

Im Februar 1917 wurde der erste echte österreichisch-ungarische Jagdfliegerverband FliK 41J gebildet und Brumowski erhielt das Kommando der Einheit. Bevor er sie übernehmen sollte, wies man ihn für kurze Zeit der deutschen Jagdstaffel Jasta 24 zu. Dort sollte er die Taktiken an der Westfront studieren und sein Wissen in die Flik 41J einbringen. Bei dieser Gelegenheit machte er die Bekanntschaft Manfred von Richthofens, nach dessen Vorbild er später sein Flugzeug rot lackieren ließ. Von seiner Rückkehr im April 1917 an behielt er das Kommando der Flik 41J bis kurz vor Kriegsende. Die Flik 41J hatte den Ruf, die beste Einheit der Luftfahrtruppen zu sein. In der Einheit flogen viele der besten österreichisch-ungarischen Jagdflieger wie Frank Linke-Crawford, Kurt Gruber, Karl Kaszala, Friedrich Navratil, Josef Novak und vorübergehend auch Julius Arigi und Benno Fiala von Fernbrugg. Brumowski führte während der letzten Kriegswochen das Kommando über alle österreichisch-ungarischen Jagdfliegerkompanien an der Isonzofront.

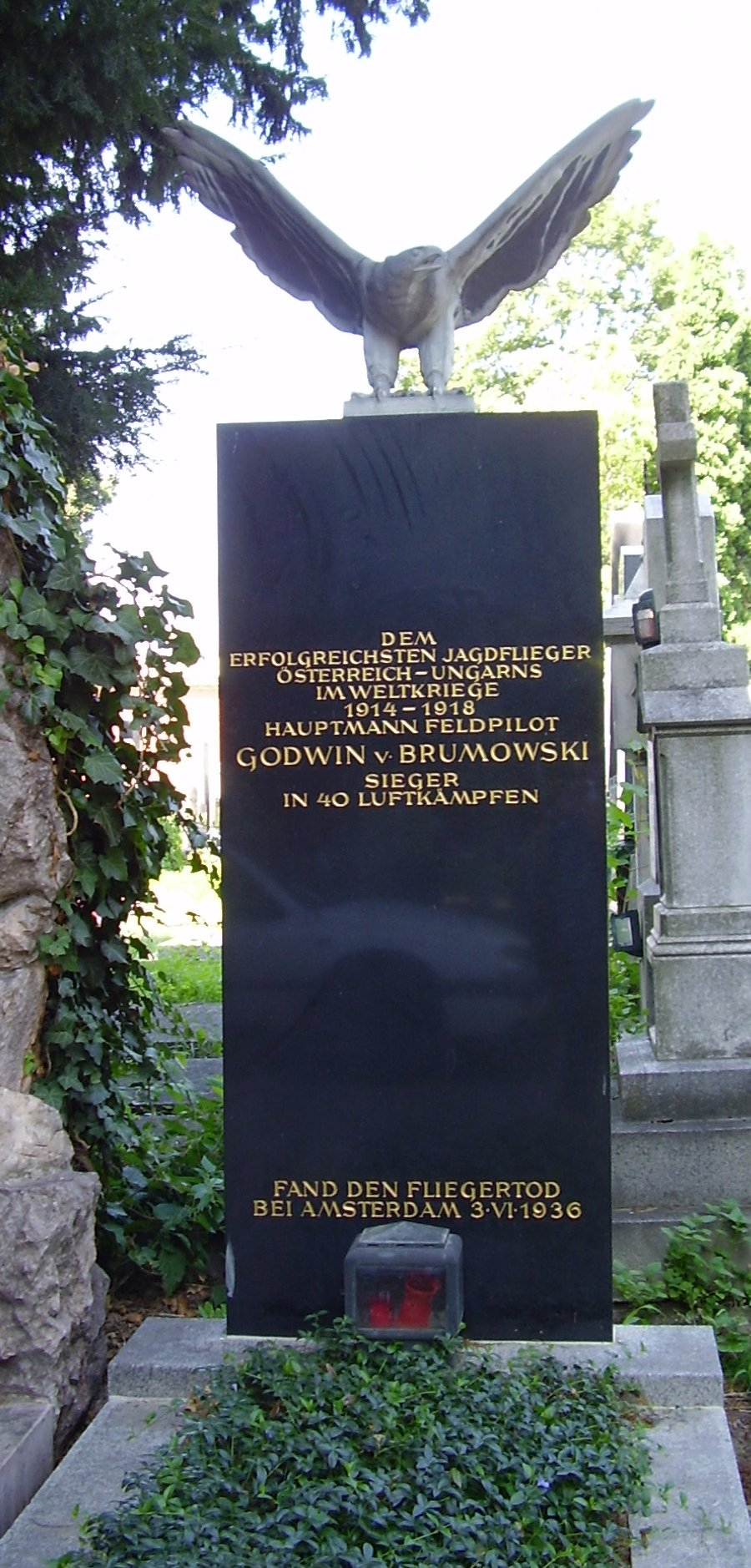
Grabstätte auf dem Wiener Zentralfriedhof

Während des Bürgerkriegs in Österreich im Februar 1934 flog er gegen den Goethehof in Wien-Kaisermühlen den einzigen bewaffneten Kampfeinsatz des Bundesheeres mit einem Flugzeug, wobei unklar ist, in welcher Form dieser erfolgte oder welche Auswirkungen damit erzielt wurden.
Im April 1935 übernahm Brumowski die Leitung der neu gegründeten Österreichischen Fliegerschule in Wien. 1936 verunglückte er (als Passagier) am Flughafen Schiphol bei Amsterdam tödlich. Sein ehrenhalber gewidmetes Grab befindet sich am Wiener Zentralfriedhof (31B-13-8), in der Nähe der Gräber von Julius von Payer und Friedrich Mohs.

## Fliegerhorst Brumowski
Der Fliegerhorst Langenlebarn des Bundesheeres war von 1967 bis 2024 nach ihm benannt. Die militärhistorische Denkmalkommission sprach sich 2024 für die Umbenennung des Fliegerhorsts aus, ein Dreiervorschlag für den neuen Namen wurde erarbeitet.
Am 24. April 2024 teilte das Bundesministerium für Landesverteidigung per Presseaussendung mit, dass der Fliegerhorst künftig den Namen "Fliegerhorst Leopold Figl – Flugplatz General Pabisch" tragen werde.

## Auszeichnungen
- Goldene Tapferkeitsmedaille für Offiziere
- Silberne Tapferkeitsmedaille für Offiziere
- Silberne Militärverdienstmedaille
- Bronzene Militärverdienstmedaille
- Ritterkreuz des Leopold-Ordens mit Kriegsdekoration und Schwertern
- Orden der Eisernen Krone III. Klasse mit Kriegsdekoration
- Eisernes Kreuz (1914) II. Klasse